# 春日山 (新潟県)
春日山（かすがやま）は、新潟県上越市中部にある山、またはこの山を中心にした地域を指す。久比岐県立自然公園の区域内にある。

## 山としての春日山
標高189m。北に越後府中こと直江津と日本海を望み、南に高田城下を望む山である。高田平野を一望できる位置にある。
戦国時代には、春日山頂に、後に上杉謙信の本拠地となる春日山城が築かれ、北陸地方屈指の城砦として名を馳せた。
なお、春日山城は、別名を鉢ヶ峰城ともいう。

## 地域としての春日山
1889年の村制施行により、春日山は春日村となった。1954年に旧高田市に編入され、1971年以後は上越市春日山町となっている。
高田と直江津の両市街地の中間に位置しているので、春日山には、上越市役所をはじめとする上越市の行政機関が集まっている。